# Salem, New York
Salem är en kommun i Washington County i delstaten New York, USA.